# Kazennyj Toreć
Kazennyj Toreć (ukr. Казенний Торець) – rzeka w północnej części obwodu donieckiego Ukrainy, prawy dopływ Dońca.
Wypływa w północnej części Wyżyny Donieckiej. Główne dopływy to:
- prawe – Krywyj Toreć, Abazowka, Bilanka
- lewe – Żurawka, Sinna, Hruzka, Byczok, Majaczka, Suchyj Toreć

Rzeka wykorzystywana jest do nawadniania.